# Mitchell Langerak
Mitchell James Langerak (ur. 22 sierpnia 1988 w Emerald) – australijski piłkarz występujący na pozycji bramkarza w japońskim klubie Nagoya Grampus. Wcześniej reprezentował barwy australijskich Melbourne Victory i South Melbourne. Reprezentant Australii w piłce nożnej.

## Kariera klubowa
Wystąpił w wygranym przez Borussię finale Pucharu Niemiec 2011/2012, zastępując w 35. minucie meczu Romana Weidenfellera.
18 września 2013 roku zadebiutował w Lidze Mistrzów w spotkaniu fazy grupowej przeciwko SSC Napoli. W 46. minucie zmienił Jakuba Błaszczykowskiego i zastąpił w bramce, ukaranego czerwoną kartką za zagranie ręką poza polem karnym, Romana Weidenfellera. Podczas jednej z interwencji, uderzył głową w słupek, uszkadzając przy tym dwa zęby. Australijczykowi nie udało się zachować czystego konta w tym spotkaniu.
29 czerwca 2015 podpisał dwuletni kontrakt z VfB Stuttgart. W pierwszej drużynie oficjalnie zadebiutował 9 lutego 2016 w spotkaniu ćwierćfinałowym Pucharu Niemiec przeciwko Borussii Dortmund (1:3). W meczach ligowych zaczął regularnie bronić dopiero w sezonie 2016/2017 gdy z drużyny, po spadku do 2. Bundesligi, odszedł Przemysław Tytoń. Po awansie do Bundesligi, Langerak odszedł z niemieckiej drużyny i przeniósł się do Hiszpanii, gdzie związał się dwuletnim kontraktem z Levante UD. W Hiszpanii nie potrafił przebić się przez pół roku do pierwszego składu w związku z czym 14 stycznia 2018 roku skorzystał z oferty Nagoya Grampus i został ich zawodnikiem. 

## Kariera reprezentacyjna
Langerak zadebiutował w kadrze 12 października 2013 roku w meczu towarzyskim przeciwko Francji, zakończonym dotkliwą porażką Socceroos 6:0. Langerak znalazł się w kadrze Australii zarówno na Mistrzostwa Świata w Brazylii jak i Puchar Azji 2015, jednak w żadnej z tych imprez nie zaliczył choćby jednego występu. Podczas Pucharu Azji, Australia została wówczas triumfatorem rozgrywek.

## Sukcesy

### Klubowe
Melbourne Victory
- A-League Championship (1x): 2008/2009
- A-League Premiership (1x): 2008/2009

Borussia Dortmund
- Finalista Ligi Mistrzów UEFA (1x): 2012/2013
- Mistrzostwo Niemiec (2x): 2010/2011, 2011/2012
- Puchar Niemiec (1x): 2011/2012
- Superpuchar Niemiec (2x): 2013, 2014

### Reprezentacyjne
- Puchar Azji (1x): 2015

### Indywidualne
- PFA Harry Kewell Medal: 2009/2010